# Adelssitz Grafing

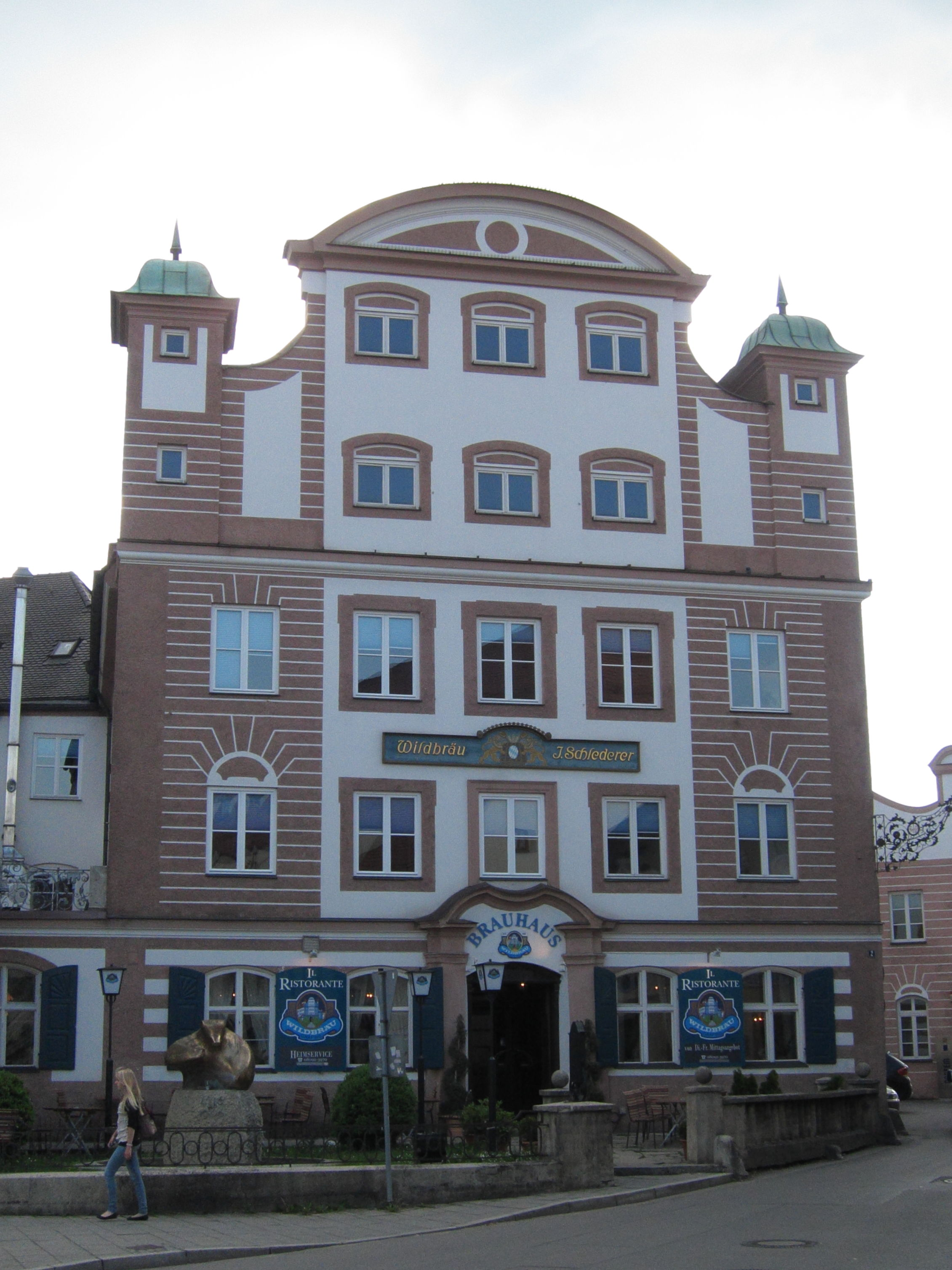
Der ehemalige Adelssitz in Grafing

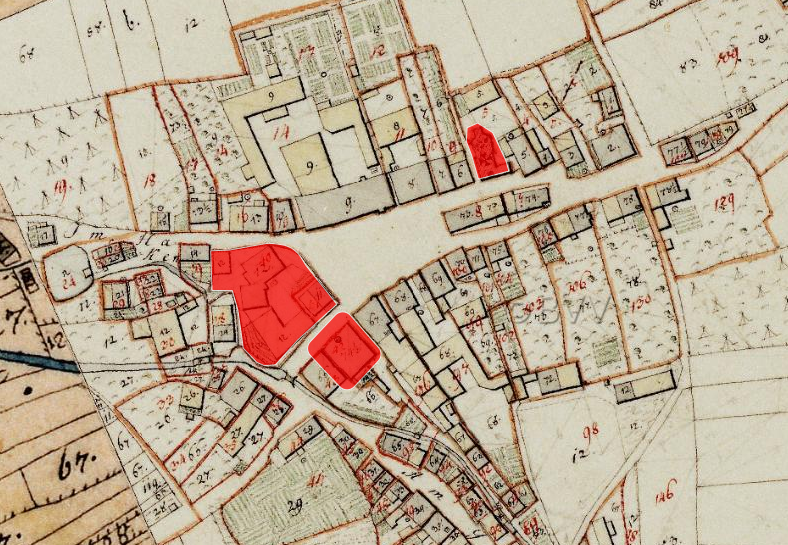
Lageplan von Adelssitz Grafing auf dem Urkataster von Bayern

Der ehemalige Adelssitz Grafing am Marktplatz in Grafing bei München ist heute ein denkmalgeschütztes Gebäude (Nummer D-1-75-122-16) von Grafing. Die untertägigen Befunde sind als Bodendenkmal (Nummer D-1-7937-0158) unter der Bezeichnung „untertägige mittelalterliche und frühneuzeitliche Befunde im Bereich des ehem. Hofmarksitzes von Grafing („Gefreites Haus“) und seiner Vorgängerbauten mit zugehörigem Wirtschaftshof“ geschützt. Das Gebäude ist als gefreites Haus sowie als Wildbräugebäude bekannt.

## Geschichte
Der Sitz wurde ursprünglich für Gisela, der Gattin Herzog Heinrichs II. erbaut. 1746 folgte die Errichtung eines Neubaus. Der ehemalige Adelssitz in Grafing war Verwaltungssitz der Hofmark Eisendorf und von 1808 bis 1848 des Patrimonialgerichts Elkofen des Aloys Basselet von La Rosée bzw. des Joseph von Hazzi, in dem die Hofmarken Eisendorf und Elkofen zusammengefasst worden waren. Eine angeschlossene Brauerei gab es bereits seit dem Jahr 1499.

## Baubeschreibung
- Dreigeschossiger barocker Bau mit vorgeblendetem zweigeschossigem Segmentbogengiebel, Putzgliederung, vier Ecktürmchen und zweigeschossigem Segmentbogengiebel, im Kern wohl 1616, neu gestaltet 1746, Brauerei-Ausleger, schmiedeeisern, bezeichnet 1793;
- Nebengebäude, zweigeschossiger Traufseitbau mit vorgeblendetem Segmentbogengiebel, bezeichnet 1790, neubarock überformt 1896
- Ehemaliger Einfirsthof zum Eglmüller, dann Brauerei-Nebengebäude, zweigeschossiger Putzbau mit flachem Satteldach und neubarocker Putzgliederung und Schweifgiebel, im Kern 18. Jahrhundert, Umgestaltung Ende 19. Jahrhundert[1]